# Chorfa M'Daghra
Chorfa M'Daghra (en àrab شرفاء مدغرة, Xurfāʾ Mdaḡra; en amazic ⵛⵯⵕⴼⴰ ⵎⴷⴰⵖⵔⴰ) és una comuna rural de la província d'Errachidia, a la regió de Drâa-Tafilalet, al Marroc. Segons el cens de 2014 tenia una població total de 14.312 persones.